# Eutetranychus bilobatus
Eutetranychus bilobatus är en spindeldjursart som beskrevs av Nassar och Ghai 1981. Eutetranychus bilobatus ingår i släktet Eutetranychus och familjen Tetranychidae. Inga underarter finns listade i Catalogue of Life.